# Bittersweet Symphony
A Bittersweet Symphony Jade Valerie amerikai énekesnő második szólóalbuma. Az album Japánban az 59. helyet érte el az Oricon slágerlistán és a 13.-t az Oricon International listán.
Az albumra főleg a balladák jellemzőek, csak két dalban van komolyzenei hatás. Minden dal szerzője Jade Valerie Villalon és Roberto „Geo” Rosan, kivéve a We Can Run és Undone címűeket, melyek szerzője Villalon, Rosan és Hase; az Unbreakable Beethoven Holdfény-szonátáján alapul.

## Számlista
| #   | Cím                            | Hossz |
| --- | ------------------------------ | ----- |
| 1.  | Unbreakable (Moonlight Sonata) | 3:40  |
| 2.  | Like a Bird                    | 3:40  |
| 3.  | Out in the Sea                 | 3:30  |
| 4.  | Razorman                       | 3:44  |
| 5.  | Living by Numbers              | 3:43  |
| 6.  | The Last                       | 3:23  |
| 7.  | We Can Run                     | 3:41  |
| 8.  | Stuck with You                 | 3:43  |
| 9.  | Lucky Lady                     | 3:15  |
| 10. | Piece of Love                  | 3:19  |
| 11. | Always Mine                    | 3:45  |
| 12. | Undone                         | 4:11  |
| 13. | No, You Don’t                  | 2:52  |
| 14. | Empty Pages                    | 3:18  |

### Kislemezek
- Unbreakable (2008)
- Razorman (2008)

## Helyezések
| Slágerlista                 | Legfelső helyezés |
| --------------------------- | ----------------- |
| Japán, Oricon               | 59                |
| Japán, Oricon International | 13                |